# Anna Barsotti
Lill Anna Christina Barsotti, född Isaksson 6 april 1945 i Kungsholms församling, Stockholm, är en svensk skådespelare, musiker och psykolog.
Barsotti var på 1960-talet verksam vid Narrenteatern i Stockholm och ingick 1968 äktenskap med Carlo Barsotti. Under 1970-talet medverkade makarna på skivinspelningar med bland annat nämnda teatergrupp och med Bella ciao-gruppen. De utförde tillsammans även en mängd översättningar av Dario Fos pjäser till svenska. Hon är utbildad psykolog var under lång tid anställd som barnomsorgsassistent för invandrarbarn i Huddinge kommun. Efter att 1974 för första gången fått höra talas om den verksamhet som bedrevs på de kommunala förskolorna i staden Reggio Emilia i Italien gjorde hon sitt första besök där 1978 och kom därefter att verka för spridning av Reggio Emilia-pedagogiken. Hon var en av initiativtagarna till Reggio Emilia Institutet i Stockholm som driver projekt och tillhandahåller fortbildning och handledning på detta område.